# 곤고산지

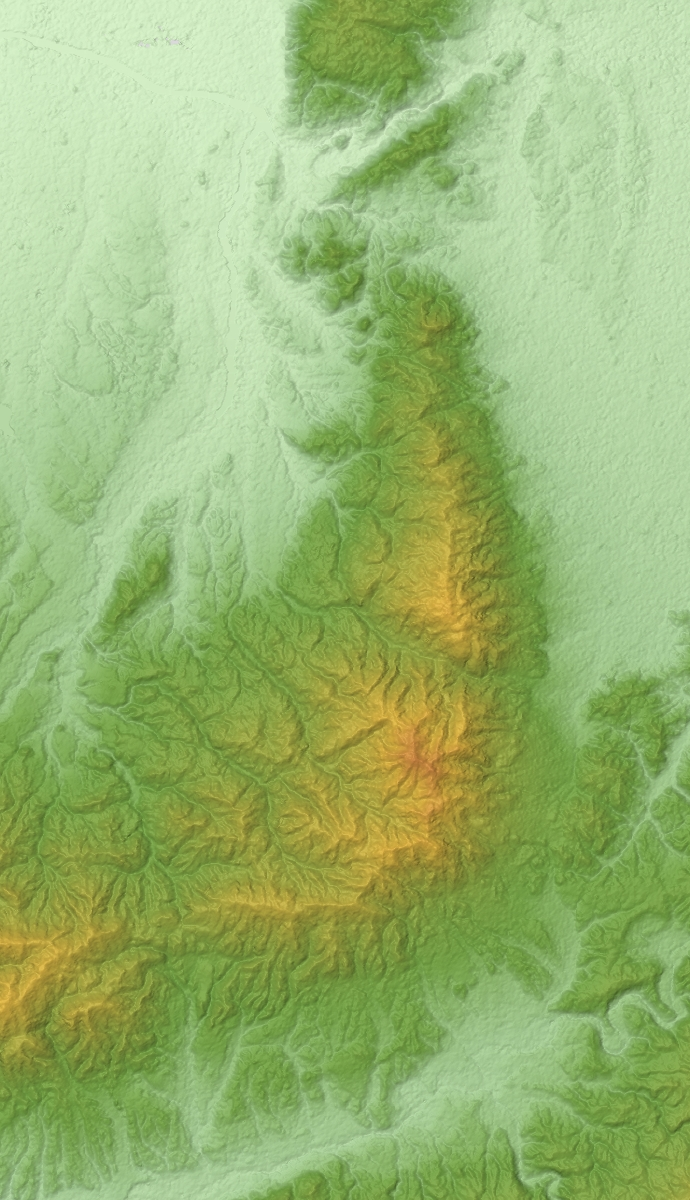

곤고산지(일본어: 金剛山地 콘고산치[*], 금강산지)는 오사카평야와 나라분지의 경계가 되는 구릉성 산지다. 카와치국과 야마토국의 국경, 즉 오늘날 오사카부와 나라현의 부현경계를 이룬다. 주봉은 곤고산이다. 곤고 이코마 키센 국정공원에 속한다.
대략 남북 20여 킬로미터, 동서 5 킬로미터 정도의 지역에 해발 400-1100 미터 정도의 산들이 이어져 있다. 북단은 야마토강에 의해 이코마산지와 구분된다. 남단에서는 요시노강에 닿아, 치하야고개 부근에서 능선을 서쪽으로 틀어 키미고개에서 오사카부와 와카야마현의 부현경계인 이즈미산맥으로 연결된다. 동쪽으로는 곤고산 동쪽 기슭으로 펼쳐진 구릉지대를 거쳐 류몬산지로 이어진다.
동쪽(나라현측) 기슭에는 중앙구조선 단층대가 뻗어 있다. 때문에 서쪽(오사카부측)은 완만한 구릉지대를 거쳐 오사카평야로 이어지지만, 동쪽은 급사면으로 내려와 나라분지로 이어지는 경동지괴를 이룬다.
지질적으로는 북부에 화강암류, 남부에 유문얌류와 이즈미층군이 분포한다.